# Jacob Schmidheiny (Unternehmer, 1838)

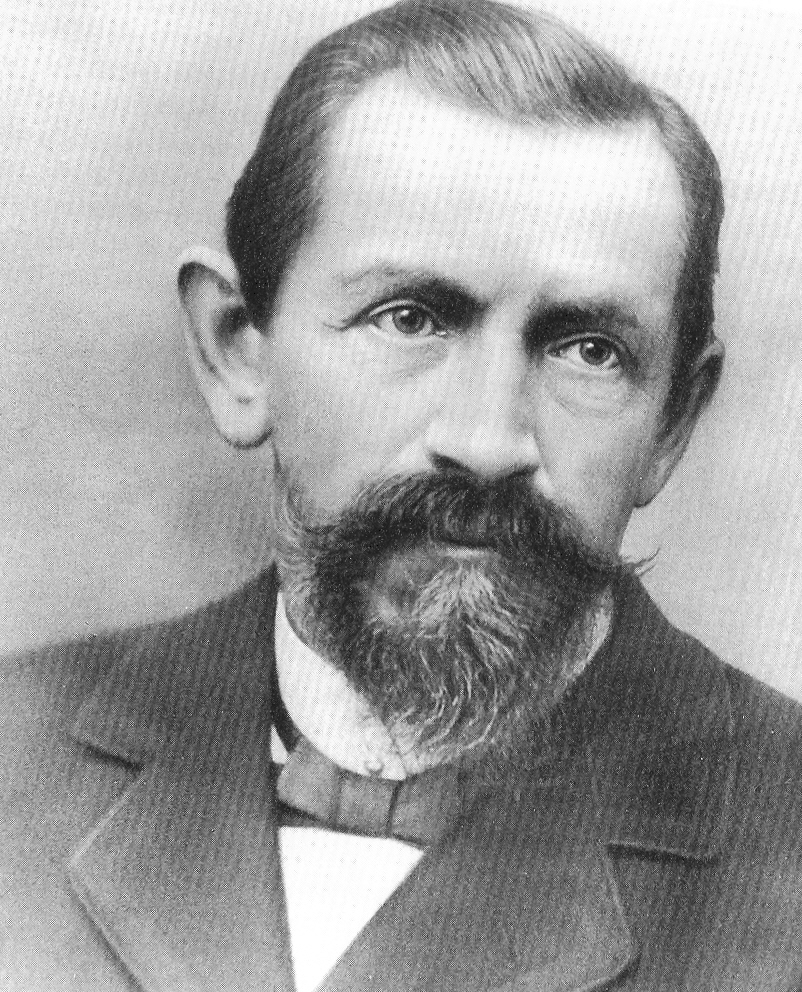
Jacob Schmidheiny I

Jacob Schmidheiny (* 25. Juni 1838 in Balgach, heimatberechtigt ebenda; † 18. Februar 1905 in St. Gallen) war ein Schweizer Unternehmer und Begründer der Familiendynastie Schmidheiny. Nach ihm (und seinem zweiten Sohn) wurde die Jacob Schmidheinystrasse in Balgach benannt.

## Leben
Jakob (mit k) Schmidheini (mit i) wurde als Sohn des Dorfschneiders Hansjakob Schmidheini (1810–1874) von Balgach und der Katharina (1811–1867), geb. Nüesch, geboren. Er war ein schwächliches Kind und musste früh hart arbeiten. Mit fünf Jahren infizierte er sich mit Pocken, wodurch er anfangs zum Invaliden wurde und nur unter Schmerzen gehen konnte. Mit 22 Jahren begann Schmidheiny in der Seidenweberei von Sorntal (Gemeinden Waldkirch und Niederbüren) zu arbeiten. Nachdem er mehrmals nicht befördert worden war, weil man ihm Kollegen mit besserer Schulbildung vorzog, holte er die versäumte Bildung, die sich seine Eltern nicht leisten konnten, nach. Er hatte ein Ziel, Fabrikant wollte er werden. Nachdem Schmidheiny befördert wurde, aber nur unter Schmerzen arbeiten konnte, liess er sich operieren und machte anschliessend eine Kur. Danach kaufte er die leerstehende Hafnerei an der Landstrasse zwischen Balgach und Rebstein und begann eine Karriere als Unternehmer, die eine ganze Dynastie begründete.
Am 19. September 1867 heiratete er Elise Kaufmann, die aus der Talschaft Toggenburg stammte, vier Wochen später verstarb seine Mutter. Am 1. April 1871 kam sein erster Sohn Ernst zur Welt, vier Jahre später sein zweiter Jacob II.: S. 42f.

### Ausbildung
Jakob Schmidheiny musste auf besondere Fähigkeiten bauen können, sonst hätte er es vom einfachen, gebrechlichen Bauernjungen, der mit 14 Lebensjahren die Schule verliess: S. 12, nicht bis zum Kantonsrat und Industriellen geschafft. 
Für Jakob „war das Leben nichts anderes als eine unabsehbare Reihe von Aufgaben, eine Kette von zahllosen Ringen, die er aneinanderfügte. War ein Problem glücklich gelöst, so stellte er sich ungesäumt ein schwierigeres, Kraft und Geschick daran zu erproben. Keine Ruhe, kein Stillstand! Kurz ist das Leben, lang die darauf folgende Ruhe! so dachte er und dementsprechend trieb er es!“: S. 19 Nach seiner Lehre zum Weber in Teufen holte er seine Mittlere Reife in Berneck nach und wechselte im Januar 1864 zu seinem früheren Arbeitgeber, der Seidenweberei Sorntal, wo er als Direktor arbeitete.

### Als Unternehmer
Nach einer Operation an seinem linken Fuss kehrte er nicht zu seiner alten Arbeitsstätte zurück, sondern eröffnete in Balgach mit drei angestellten Webern eine eigene Seidenweberei.: S. 34 Mithilfe eines ehemaligen Kollegen konnte er Anfang Januar 1867 Schloss Heerbrugg erwerben mit der Absicht, dort seine Fabrikation auszuweiten.: S. 37–38

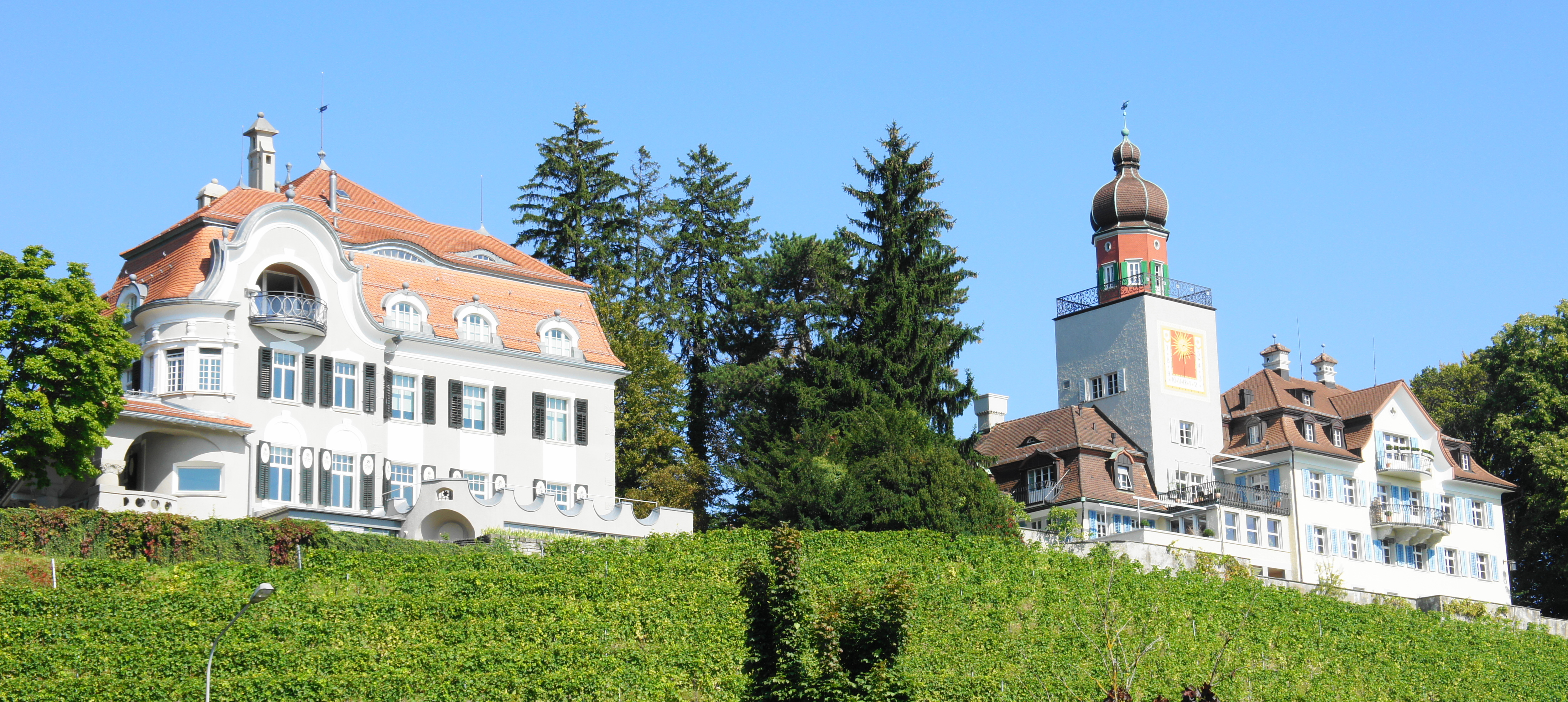
Die Villa und das Schloss in Heerbrugg

1867 kaufte Jacob Schmidheiny von Professor Karl Völker das Schloss Heerbrugg, zu dem eine Ziegelei gehörte. So wechselte Schmidheiny in die Ziegelproduktion. Der Ofen war noch vom Vorbesitzer vorhanden und wurde bereits ein Jahr später durch einen moderneren Rundofen ersetzt. 1870 produzierte sein Unternehmen etwa 250'000 Ziegel jährlich. 1874 kaufte Schmidheiny die abgebrannte Moser′sche Ziegelei in Espenmoos, die er ab 1876 maschinisierte.: S. 39Das Schloss Heerbrugg war bis zum Jahr 2004 im Besitz der Familie Schmidheiny. Die Ziegelei brannte 1971 vollständig ab.
1880 entwickelte Jacob Schmidheiny ein Verfahren, das erstmals die Herstellung des Strangfalzziegels ermöglichte. Der fertige Strangfalzziegel, welcher aus der Maschine kam, brauchte nur noch in der gewünschter Länge abgeschnitten zu werden. In einer Stunde konnten damit 800 Ziegel produziert werden. Eine weitere Erfindung von Schmidheiny war eine Mühle zur Zerkleinerung von Steinen und Mischung mit Lehm nach dem Prinzip des mehrfachen Kollergangs, bei welchem in drei nacheinander folgenden Mahlstufen die gewünschte Mischung zur Ziegelfabrikation hergestellt wurde. Er verkaufte seine entsprechenden Patente der Firma Bühler AG in Uzwil, welche solche Mühlen ab 1900 herstellte.
1884 schenkte Jacob Schmidheiny der Gemeinde Balgach eine Hochdruckwasserleitung für den Feuerwehreinsatz wie auch ein gross angelegtes Hydrantennetz. Vier Jahre später erschloss er eine Lehmgrube in Kronbühl zur Belieferung seiner Ziegelei im Espenmoos bei St. Gallen.
Die Fabrikation auf Schloss Heerbrugg musste Schmidheiny in den 1880er Jahren aufgeben, weil er wegen der Vermutung, „die Lehmsümpfe als Haupturheber der kritischen Weinjahre“, gemeint ist die damals gerade aufkommende Reblaus-Plage, kein zusätzliches Land als Rohstoffquelle erwerben konnte.
1889 begann Jacob Schmidheiny, eine Strassenbahn zu planen. Die Strecke sollte von Hohenems über Diepoldsau und Au-Heerbrugg bis Berneck führen. Die Strecke wurde jedoch aus wirtschaftlichen Gründen und weil der Rhein damals ein Sicherheitsrisiko darstellte nicht gebaut. 1890 präsentierte Jakob Schmidheiny einen neuen Vorschlag. Diesmal sollte die Strecke von Altstätten über Berneck, Au, Rheineck und Thal bis Rorschach verlaufen. 1892 legten Ingenieure aus Zürich einen Plan für eine Strassenbahn von Altstätten nach Berneck vor. 1896 wurde mit dem Bau des Trassees begonnen. 1897 konnte die Strassenbahn Altstätten–Berneck feierlich eingeweiht werden.
Neue Ziegeleien entstanden 1900 in Horn und 1903 in Bruggwald neben der bereits bestehenden Lehmgrube in Kronbühl. 1903 wurde Jacob Schmidheiny Präsident des Verbandes Schweizerischer Ziegler. 1904 ließ er durch Wendelin Heene die Villa Schmidheiny und (vermutlich auch) das Pförtnerhaus errichten, welche heute auf der Liste der Kulturgüter in Balgach steht. 1900 produzierte sein Unternehmen gegen 25 Millionen Ziegel.

### Politik
Von 1891 bis 1905 hielt Jacob Schmidheiny ein Mandat im Parlament des Kantons St. Gallen.

### Tod
1905 starb Jacob Schmidheiny nach einem Herzinfarkt am 18. Februar 1905 in seiner Fabrik im Espenmoos in St. Gallen.